# Бодар, Арно
Арно́ Бода́р (фр. Arnaud Bodart; родился 11 марта 1998 года, Серен, Бельгия) — бельгийский футболист, вратарь клуба «Мец».
Дядя Арно Жильбер — известный в прошлом бельгийский вратарь, участник чемпионатов мира 1986 и 1990 годов.

## Клубная карьера
Бодар — воспитанник льежского клуба «Стандард». 16 мая 2017 года в поединке за выход в Лигу Европу против «Васланд-Беверен» Арно дебютировал за основной состав. 27 июля 2019 года в матче против «Серкль Брюгге» он дебютировал в Жюпиле лиге.